# Lag Prau Pulté
Der Lag Prau Pulté ist ein fast kreisrunder See eines komplexen hydrologischen Systems im Bergsturz-Schutt bei Flims im Schweizer Kanton Graubünden. Er liegt mit jahreszeitlich schwankendem Pegel auf 1122 m Höhe (Ausfluss).

## Phänomenologie
Der See fällt im Herbst vollständig trocken. Jeden Frühsommer mit einsetzender Schneeschmelze im Gebirge fliesst im System mehr Wasser und drückt an dieser Stelle nach oben; das schon vorhandene Wasser kann jedoch bei einem Kälteeinbruch auch wieder vollständig verschwinden. Durch austretende Luft aus dem unterseeischen Höhlensystem ist den ganzen Sommer über auf dem ständig graubraun-trüben, lehmigen Wasser ein Blubbern zu beobachten.
Der überlaufende Bach speist den ebenfalls im Herbst jeweils trockenfallenden Lag Prau Tuleritg in einer Geländekammer nahe dem Caumasee. Dieser speist, nun wiederum auf unterirdischem Weg, den Caumasee.
In der Region Flims existieren mehrere Grundwassersysteme. Eines hiervon hat Wasseraustritte im Lag Tiert, im Lag Prau Pulté sowie im Umfahrungstunnel von Flims, seit bei dessen Bau eine Karströhre angeschnitten wurde. Durch dieses Anschneiden ging der Wasserdruck im Karst deutlich zurück, und im Lag Tiert und Lag Prau Pulté tritt merklich weniger Wasser aus als früher. Da der Lag Prau Pulté den Grundwasserkörper des Caumasees speist, fehlt auch diesem nun Wasser. Mit der ab 2011 in Betrieb genommenen Speisungsanlage soll das fehlende Wasser ergänzt werden.

## Name
Der Name bezeichnet den See als denjenigen bei der Wiese (Prau) mit Namen Pulté in (ehemaliger) Nachbarschaft:  Die namensgebende Wiese Pulté war bis zum Bau der Umfahrungsstrasse eine ruhige Geländekammer mit im coupierten, vom Bergsturz geprägten Wald verlaufenden Wegen, wurde jedoch durch den Bau der Umfahrungsstrasse zerstört. Wald wurde abgeholzt und die flache, dem Bachbett entlang verlaufende Wiese mit zirka 4 bis 5 Metern mächtigem Tunnelausbruch aufgeschüttet.

## Lage/Umgebung
Der See liegt in einem Kessel westlich des Ortsteils Films Waldhaus und ist gänzlich von Wald umgeben. Er ist seit dem Bau der Umfahrungsstrasse über eine breite Forststrasse oder über einen Weg über die ehemalige Wiese zu erreichen, der jedoch den Umweg über den neuen Tunnelausgang machen muss. Ein weiterer Weg führt über den Kamm über dem See in Richtung Runca.
Geologisch liegt er in der Schuttmasse des Flimser Bergsturzes. In anderen Senken dieses grösstenteils bewaldeten, coupierten Geländes liegen auch die andern drei Flimser Seen: Caumasee, Lag Prau Tuleritg und Crestasee.
Ein weiterer See, der sich jeweils noch vor dem Lag Prau Pulté mit Wasser füllte, lag unter einer Kurve der Kantonsstrasse etwa mit Koordinaten 739.985/187.558.  Dieser wurde jedoch beim Bau der Umfahrungsstrasse ebenfalls zerstört bzw. aufgeschüttet. Es wäre möglich, dass sich das Wassersystem dadurch veränderte, es gibt insbesondere an der südöstlichen Flanke des Lag Prau Pulté starke Strömungen, die zumindest zuvor nicht aufgefallen waren.
Ebenso beim Bau der Umfahrungsstrasse zerstört wurden teilgemauerte uralte Käsekeller, in denen die Bauern früher ihre Käse kühlten. Im Sommer drang daraus kalte Luft aus dem Untergrund, während im Winter diese Löcher auffallend schneefrei bleiben – auch dies wegen der austretenden Luft aus dem Untergrund.

## Galerie

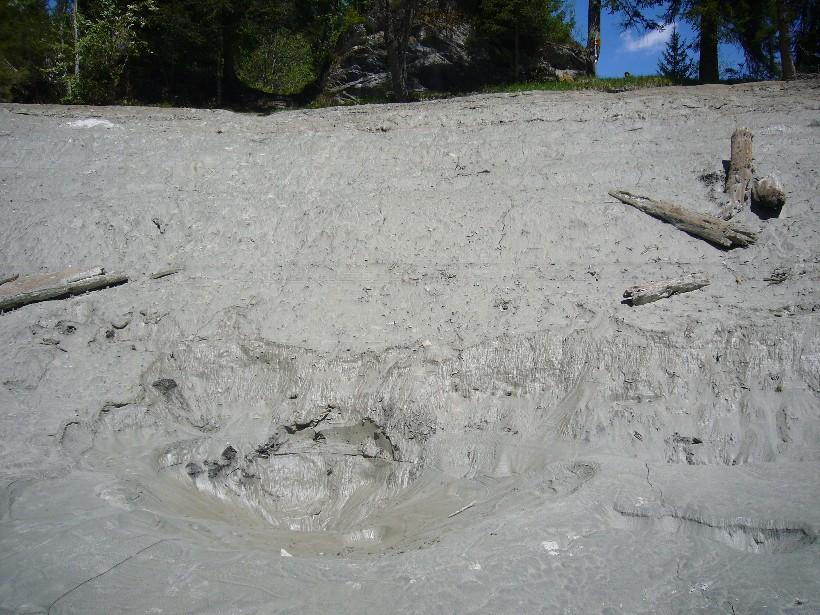
Ein Senktrichter im Seeboden an Pfingsten 2010; der See hatte zuvor die noch sichtbare Linie auf halber Höhe der Lehmwand erreicht, verschwand jedoch nochmals während einer Kaltwetterperiode bis Pfingsten.
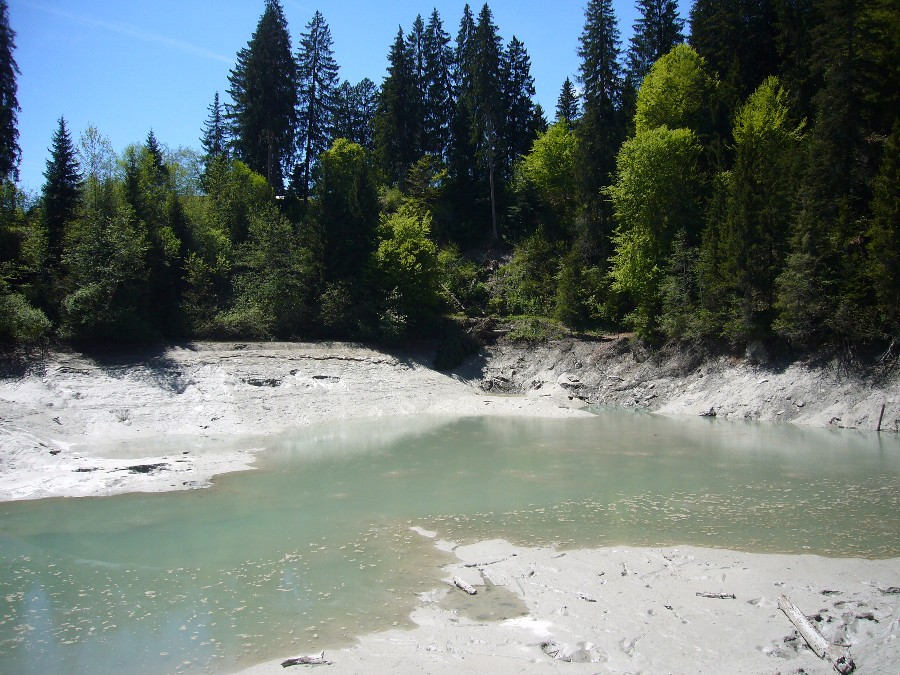
Das erste Wasser in der fast leeren Lehmmulde des Sees im Frühling
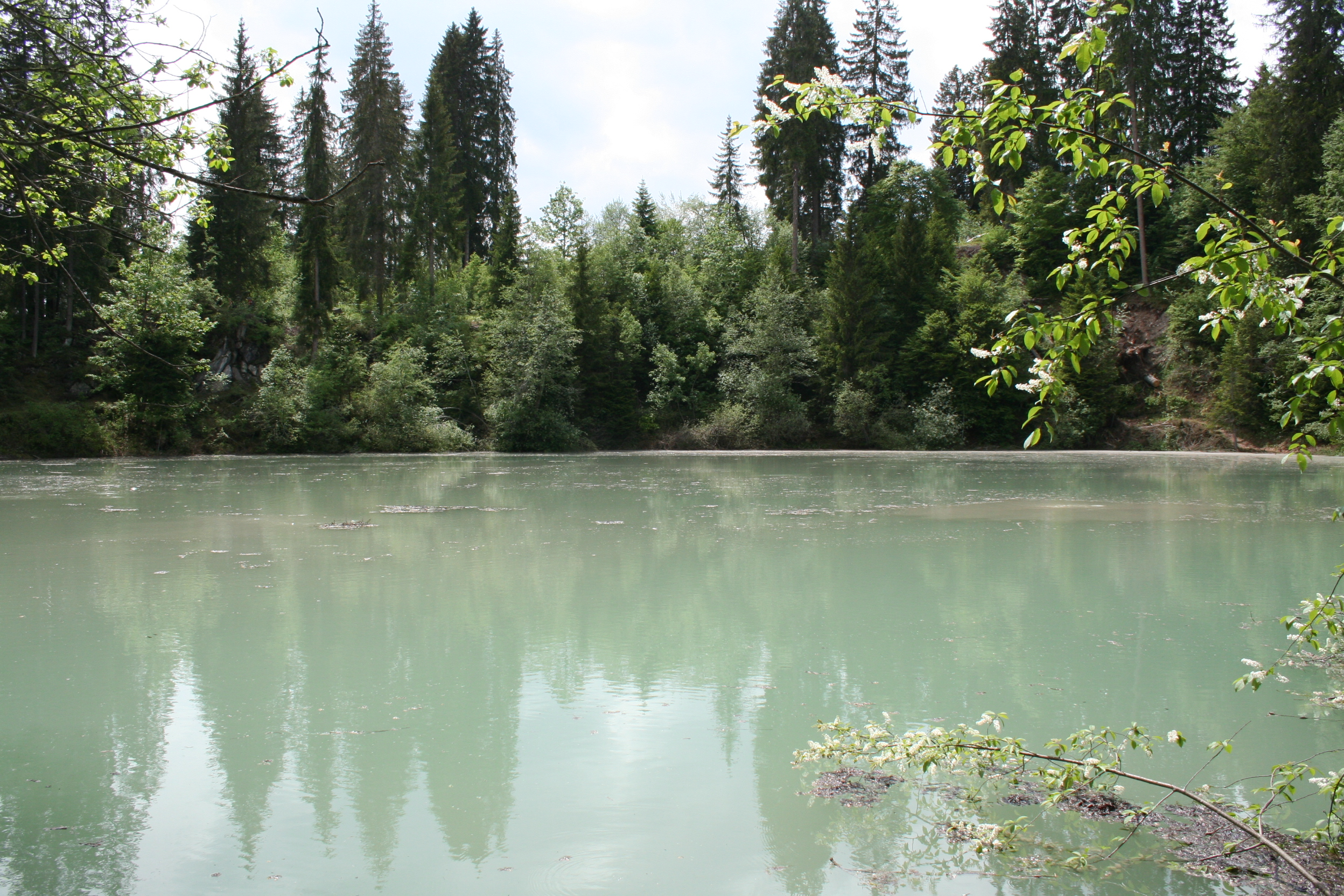
Gefüllter See im Mai 2009

## Nutzung
Im See kann nicht gebadet werden oder es ist wenig einladend. In der romanischen Sprache bedeutet das Wort pult eine Brühe. Bei vollem See bleibt man möglicherweise am nicht vermeidbaren untiefen Rand im Lehm stecken. In den Jahren 2015/16 verschwand die von der Gemeinde installierte Mess-Sonde im Lehm.

## Überlauf-Daten
Jedes Jahr wird von der Gemeinde Flims das Datum des ersten Wasser-Überlaufs erfasst:
- 2010: 28. Mai
- 2009: 15. Mai
- 2008: 17. Mai